# 布斯庫拉
33°26′56″N 7°38′55″W / 33.44889°N 7.64861°W
布斯庫拉（‎）是摩洛哥的城鎮，位於該國西北部，由卡薩布蘭卡-塞塔特大區負責管轄，是諾瓦瑟爾省的首府，海拔高度138米，每年平均降雨量449毫米，2004年人口13,453。